# San Lucas el Grande
San Lucas el Grande es una localidad del estado mexicano de Puebla. Es la localidad más poblada del municipio de San Salvador el Verde.

## Toponimia
El nombre «San Lucas» hace referencia al santo patrono de la localidad: Lucas el Evangelista.

## Demografía
| Gráfica de evolución demográfica |
|                                  |

| Censo | Población |
| ----- | --------- |
| 1900  | 744       |
| 1910  | 815       |
| 1921  | 983       |
| 1930  | 1 478     |
| 1940  | 1 412     |
| 1950  | 1 744     |
| 1960  | 2 617     |
| 1970  | 3 393     |
| 1980  | 5 069     |
| 1990  | 6 480     |
| 1995  | 7 072     |
| 2000  | 7 183     |
| 2005  | 7 985     |
| 2010  | 8 546     |
| 2020  | 9 138     |